# Diplommatina alata
Diplommatina alata је пуж из реда Architaenioglossa.

## Угроженост
Подаци о распрострањености ове врсте су недовољни.

## Распрострањење
Ареал врсте је ограничен на једну државу. 
Палау је једино познато природно станиште врсте.